# Marcello Neri
Marcello Neri (2 de fevereiro de 1902 — 23 de dezembro de 1993) foi um ciclista italiano. Nos Jogos Olímpicos de Amsterdã 1928, Neri competiu na estrada individual e por equipes, terminando em trigésimo e quarto lugar, respectivamente.